# Los Naranjos, San Andrés Tuxtla
Los Naranjos är en ort i Mexiko.   Den ligger i kommunen San Andrés Tuxtla och delstaten Veracruz, i den sydöstra delen av landet, 400 km öster om huvudstaden Mexico City. Los Naranjos ligger 54 meter över havet och antalet invånare är 1 132.
Terrängen runt Los Naranjos är platt åt sydväst, men åt nordost är den kuperad. Runt Los Naranjos är det ganska glesbefolkat, med 47 invånare per kvadratkilometer. Närmaste större samhälle är San Andres Tuxtla, 13,4 km norr om Los Naranjos. Omgivningarna runt Los Naranjos är en mosaik av jordbruksmark och naturlig växtlighet.